# Star Prairie (thị trấn), Wisconsin
Star Prairie là một thị trấn thuộc quận St. Croix, tiểu bang Wisconsin, Hoa Kỳ. Năm 2010, dân số của thị trấn này là 3.406 người.